# Discodoris
Genre
Synonymes
- Erythrodoris Pruvot-Fol, 1933[2] [3]
- Fracassa Bergh, 1878[2] [3]

Discodoris est un genre de nudibranches de la famille des Discodorididae.

## Liste des espèces
Selon World Register of Marine Species (25 novembre 2018) :
- Discodoris achroma Valdés, 2001
- Discodoris aurila Marcus & Marcus, 1967
- Discodoris boholiensis Bergh, 1877
- Discodoris branneri MacFarland, 1909
- Discodoris cebuensis Bergh, 1877
- Discodoris coerulescens Bergh, 1888
- Discodoris edwardsi Vayssière, 1902
- Discodoris erubescens Bergh, 1884
- Discodoris ghanensis Edmunds, 2011
- Discodoris glabella (Bergh, 1907)
- Discodoris golaia Marcus & Marcus, 1966
- Discodoris labifera (Abraham, 1877)
- Discodoris laminea (Risbec, 1928)
- Discodoris mortenseni Ev. Marcus & Er. Marcus, 1963
- Discodoris natalensis (Krauss, 1848)
- Discodoris pallida Baba, 1937
- Discodoris paroa Burn, 1969
- Discodoris perplexa (Bergh, 1907)
- Discodoris pliconoto Moro & Ortea, 2015
- Discodoris pseudida (Bergh, 1907)
- Discodoris purcina Ev. Marcus & Er. Marcus, 1967
- Discodoris rosi Ortea, 1979
- Discodoris sauvagei (Rochebrune, 1881)
- Discodoris stellifera (Vayssière, 1903)
- Discodoris tristis Bergh, 1899
- Discodoris turia Burn, 1969
- Discodoris ylva Er. Marcus, 1965

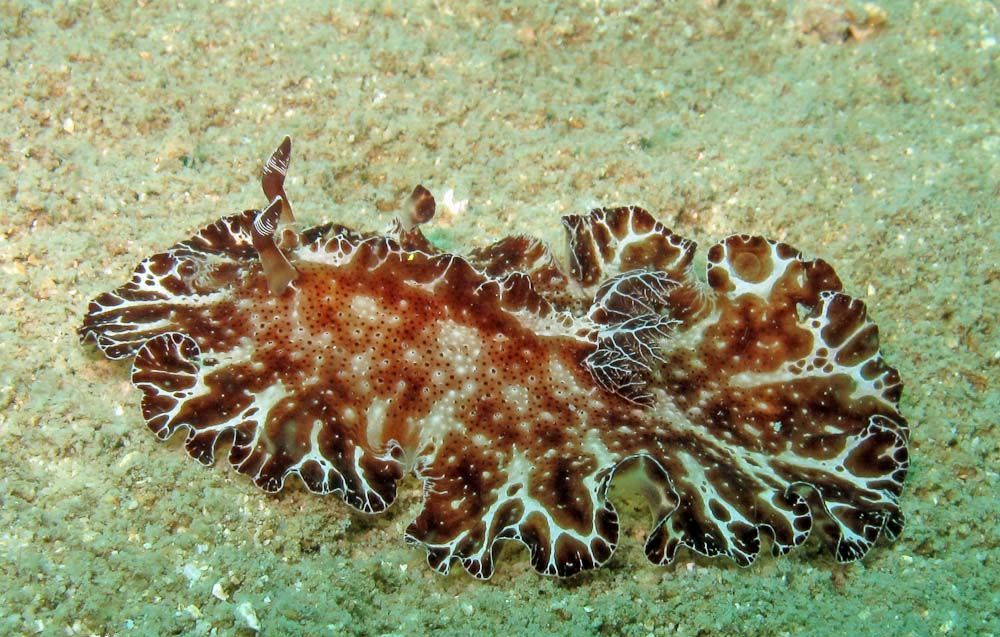
Discodoris boholiensis
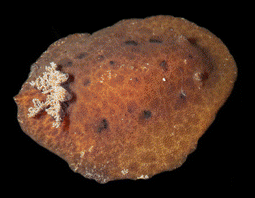
Discodoris branneri
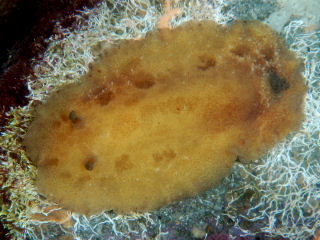
Discodoris pardalis
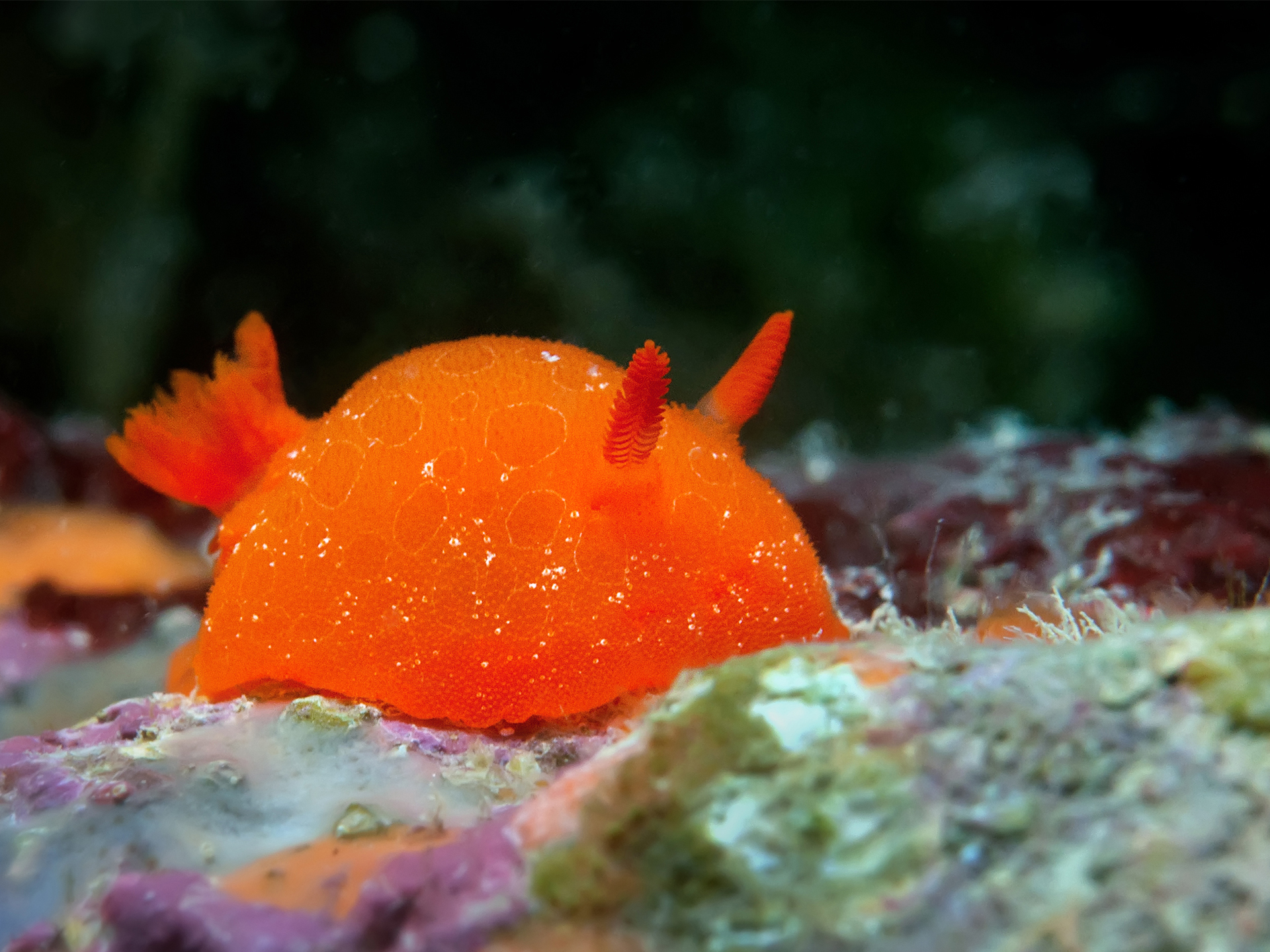
Discodoris rosi